# Afonso Álvares
Afonso Álvares (Lisbona, 8 agosto 1501 – Lisbona, 24 dicembre 1580) è stato un architetto portoghese.
Fu architetto della cattedrale di Leiria (1551) e della chiesa di S. Maria di Alaçovas (1565). Progettò la casa professa dei gesuiti di São Roque di Lisbona ma nel 1577 fu sostituito nel cantiere per la costruzione da Baltazar Álvares (di cui forse Afonso era zio).
Progettò inoltre la chiesa di Évora, utilizzando uno stile gotico-rinascimentale molto particolare.